# Alalcomenaeus

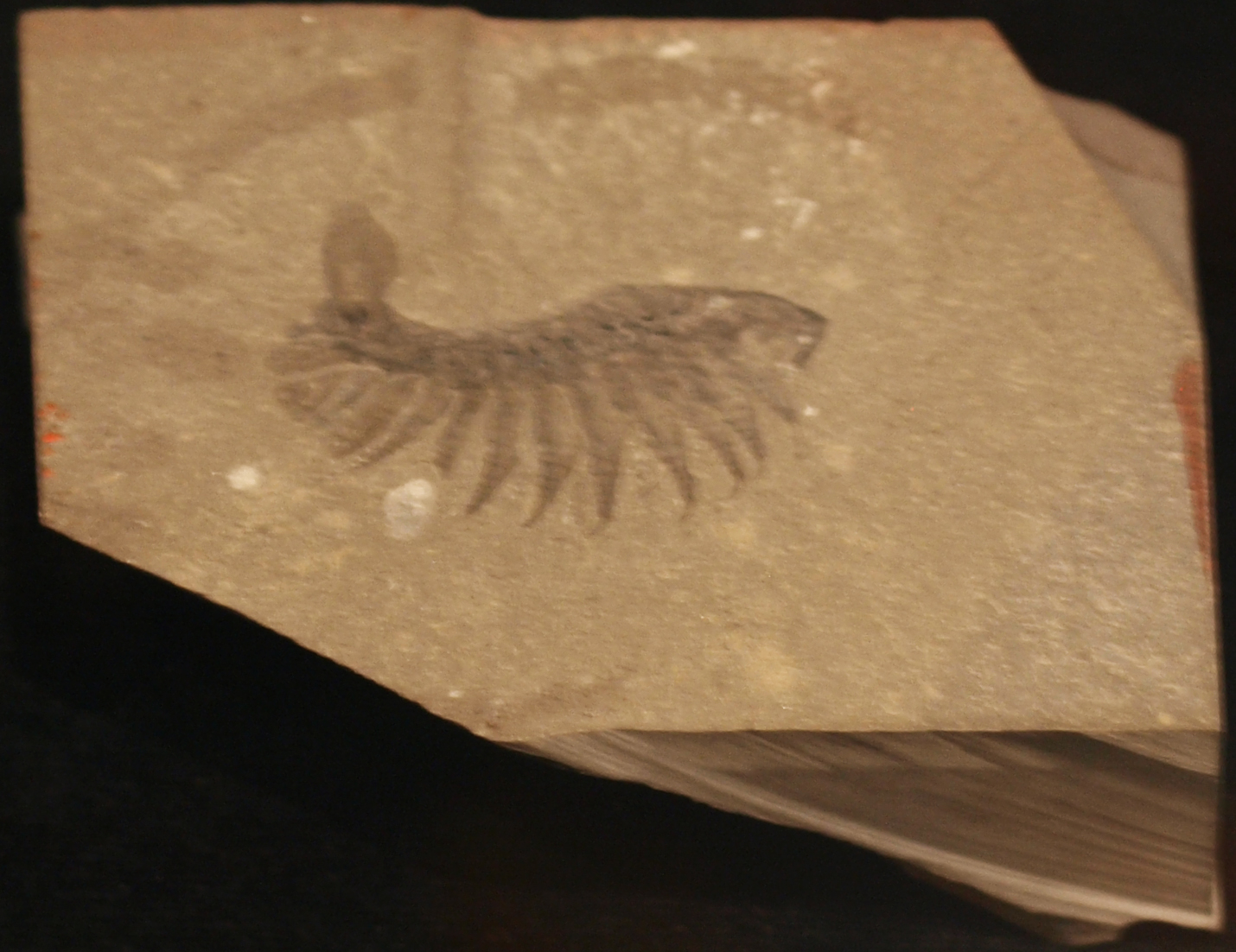

Alalcomenaeus is een geslacht van uitgestorven geleedpotigen van het Onder- tot Midden-Cambrium. De vele fossielen van zijn vertegenwoordiger Alalcomenaeus cambricus uit de biota van Chengjiang in de Chinese provincie Yunnan en de Burgess Shale in Brits Columbia in Canada suggereren dat Alalcomenaeus een van de meest voorkomende diersoorten van zijn tijd was. Alalcomenaeus wordt besproken als een vroege vertegenwoordiger van de spinachtige lijn of de schaaldierlijn.

## Kenmerken
Alalcomenaeus cambricus was tot zestig millimeter lang. Zijn lichaam bestond uit een uitgesproken kopschild (cephalon), elf rompsegmenten (somiet) en een laatste telson en werd beschermd door een uitwendig skelet. Alalcomenaeus had vijf ogen op het kopschild, waarvan er twee gesteeld waren. Wat opvalt is een paar tweetakkig gesegmenteerde extensies op het hoofd. Elk van de elf rompsegmenten droeg een paar uiteinden met tweetakkige ledematen. De mond aan de voorkant van het hoofd was via de darm verbonden met de anus die op het telson lag.

## Leefwijze
Net als de meeste van zijn naaste familieleden was Alalcomenaeus cambricus waarschijnlijk een roofdier dat zich met andere dieren voedde. Zijn lichaamsbouw suggereert dat hij zich voortbewoog met zijn torso en vooral zijn peddelachtig telson.

## Vindplaatsen
Meer dan zeshonderd exemplaren van Alalcomenaeus cambricus zijn tot nu toe gevonden als fossielen in de leisteen van Burgess. Met een frequentie van ongeveer 1,2 procent is Alalcomenaeus een van de meest voorkomende geslachten in de biota van de Burgess leisteen. Talloze andere vondsten zijn onderdeel van de biota van Chengjiang in China. Ook hier was hij een van de meest voorkomende vertegenwoordigers van de biota van Chengjiang. Andere vondsten, zoals uit de Wheeler-formatie in Utah, onderstrepen het voorkomen en de verspreiding van deze diersoort in het Onder- tot Midden-Cambrium. Bovendien zijn verdere vondsten van een soort bekend als Alalcomenaeus illecebrosus beschreven, maar hun toewijzing aan het geslacht Alalcomenaeus is niet zeker.

## Classificatie
Alalcomenaeus cambricus werd oorspronkelijk beschouwd als een vroeg lid van de kreeftachtigen. Op basis van zijn anatomie werd hij beschouwd als de ideale voorouder van de huidige Anostraca en de Cephalocarida. Dit concept werd grotendeels verworpen tijdens de vroege jaren negentig. Volgens cladistische analyses is het geslacht Alalcomenaeus, samen met andere vertegenwoordigers van de zogenaamde Megacheira, toegewezen aan de Arachnomorpha-klasse.